# Quelqu'un que j'aime, quelqu'un qui m'aime
Quelqu'un que j'aime, quelqu'un qui m'aime è il quarto singolo promozionale dell'album di Céline Dion del 1991, Dion chante Plamondon, pubblicato in Canada nell'agosto del 1992. Il brano è stato scritto da Luc Plamondon, autore dei testi, e da Erown, compositore della musica. La produzione è stata curata da Jannick Top e Serge Perathoner. Il singolo ha raggiunto il primo posto in Québec ed è stato candidato ai Félix Award per la categoria Canzone più popolare dell'anno.

## Antefatti e successo commerciale
Per il singolo non fu realizzato nessun videoclip musicale a causa della promozione, su cui Céline impegnò molto del suo tempo, del nuovo album in inglese, Celine Dion pubblicato nel 1992.
Quelqu'un que j'aime, quelqu'un qui m'aime raggiunse il successo in Québec, raggiungendo la prima posizione della classifica dei singoli più venduti, dove rimase per sette settimane consecutive. Il singolo entrò in classifica il 29 agosto 1992 e vi passò ventitré settimane in totale.
La canzone ottenne anche una nomination nella categoria Canzone più popolare dell'anno ai Félix Award del 1993.

## Formati e tracce
CD Singolo Promo (Canada) (Sony Musique: CDNK 705)
1. Quelqu'un que j'aime, quelqu'un qui m'aime – 3:40 (testo: Luc Plamondon – musica: Erown)

## Classifiche
| Classifica (1992) | Posizione massima raggiunta |
| ----------------- | --------------------------- |
| Québec (ADISQ)    | 1                           |